# Alyki (Zentralmakedonien)
Alyki (griechisch Αλυκή, (f. sg.)) ist ein Dorf der Gemeinde Pydna-Kolindros in der griechischen Region Zentralmakedonien. Es ist vor allem durch die Salinen bekannt und bildet zusammen mit Kitros eine Verwaltungseinheit. In der Nähe befinden sich die Ruinen des antiken Pydna und das Dorf verfügt über sandige Strände sowie eine Lagune mit Salzsümpfen, wo Salzabbau betrieben wird. Bis 1927 nannte sich der Ort Touzla (Τούζλα).

## Salinen
Die Salzgewinnung erreicht 40.000 Tonnen pro Jahr und findet zwischen März und Oktober statt.

## Salzsumpf
Die Umgebung der Saline ist eine Lagune (λιμνοθάλασσα) mit einem Salzsumpf, der heute unter Schutz steht. Der Sumpf ist ein Hydrobiotop und Rastplatz für Meeresvögel von nationaler Bedeutung. Eine Zeigerpflanze der Salzsümpfe ist die Dünen-Trichternarzisse (κρίνος της θάλασσας – Pancratium maritimum) und es gibt eine größere Kolonie von Schwarzkopfmöwen (μαυροκέφαλοι γλάροι – Larus melanocephalus), deren Bestand jedoch seit 1989 gesunken ist. Der Dünensaum (αμμοθίνες) ist ein besonderes Merkmal der Lagune von Kitros und ist nach Breite und Fläche der größte mit einer solchen Vegetation in Nordgriechenland. Aufgrund der Richtlinie (Οδηγία) 92/43 der Europäischen Union wurde Aliki dem Natura 2000-Netzwerk hinzugefügt mit der Nummer GR 1250004.

## Salinen
Die Salinen von Kitros (αλυκές του Κίτρους) befinden sich in nächster Nähe am Strand von Kitros, in der Nähe des antiken Atherada (Αθεράδα). Das Gebiet ist in Wirklichkeit 5 km von Kitros entfernt. Dort vermutet man auch den Hafen des antiken Pydna. Die Gesamtfläche der Salinen beträgt ca. 10.000 ha. Etwa 1.440 ha davon umfasst der See, der als Aufwärmzone genutzt wird. (Er wird daher als „Thermastres“ – θερμάστρες bezeichnet.) Die übrige Fläche wird von 140 so genannten „Pfannen“ (alopygia αλοπήγια; „τηγάνια“ tigania) eingenommen. Die Saline ist unter den größten Salzproduzenten in Griechenland auf dem fünften Platz.

## Geschichte
Daten darüber, seit wann Salz abgebaut wird, gibt es nur wenige. Man geht jedoch davon aus, dass während der osmanischen Herrschaft in Makedonien mit der Salzgewinnung begonnen wurde. Die erste Beschreibung der Salinen stammt von dem venezianischen Reisenden Giovanni Atziolelo (Τζιοβάννι Ατζιολέλο), der in seinem Tagebuch schreibt, dass Kitros „mit vielen Salinen“ ausgestattet sei (το Κίτρος „με τις πολλές αλυκές“). Die Salzgewinnung liegt seit den 1970er Jahren in der Hand des Staates.